# PICK1
PICK1 (PRKCA vezujući protein) je protein koji je kod ljudi kodiran  genom.
Protein kodiran ovim genom sadrži PDZ domen, putem kojeg formira interakcije sa proteinskom kinazom C, alfa (PRKCA). Ovaj protein može da funkcioniše kao adapter koji se vezuje za razne membranske proteine i organizuje njihovu ćelijsku lokalizaciju. On interaguje sa više tipova glutamatnog receptora, monoaminskim ćelijskim transporterima, kao i natrijumskim kanalima koji nisu kontrolisani naponom. Ovaj protein takođe deluje kao fiksirajući protein koji specifično vezuje PRKCA za mitohondrije pod uticajem specifičnih liganda. Postoje tri transkriptne varijante koje kodiraju isti protein.

## Interakcije
formira interakcije sa HER2/neu, , metabotropni glutamatni receptor 7, , metabotropni glutamatni receptor 3, , dopaminski transporter, , , ,  i GRIA3.

## Literatura
- Collingridge GL, Isaac JT (2003). „Functional roles of protein interactions with AMPA and kainate receptors”. Neurosci. Res. 47 (1): 3—15. PMID 12941441. doi:10.1016/S0168-0102(03)00160-3.
- Xu J, Xia J (2006). „Structure and function of PICK1”. Neurosignals. 15 (4): 190—201. PMID 17215589. doi:10.1159/000098482.
- Staudinger J; Zhou J; Burgess R;  . (1995). „PICK1: a perinuclear binding protein and substrate for protein kinase C isolated by the yeast two-hybrid system”. J. Cell Biol. 128 (3): 263—71. PMC 2120344 . PMID 7844141. doi:10.1083/jcb.128.3.263.
- Staudinger J, Lu J, Olson EN (1998). „Specific interaction of the PDZ domain protein PICK1 with the COOH terminus of protein kinase C-alpha”. J. Biol. Chem. 272 (51): 32019—24. PMID 9405395. doi:10.1074/jbc.272.51.32019.
- Xia J, Zhang X, Staudinger J, Huganir RL (1999). „Clustering of AMPA receptors by the synaptic PDZ domain-containing protein PICK1”. Neuron. 22 (1): 179—87. PMID 10027300. doi:10.1016/S0896-6273(00)80689-3.
- Torres R; Firestein BL; Dong H;  . (1999). „PDZ proteins bind, cluster, and synaptically colocalize with Eph receptors and their ephrin ligands”. Neuron. 21 (6): 1453—63. PMID 9883737. doi:10.1016/S0896-6273(00)80663-7.
- Takeya R, Takeshige K, Sumimoto H (2000). „Interaction of the PDZ domain of human PICK1 with class I ADP-ribosylation factors”. Biochem. Biophys. Res. Commun. 267 (1): 149—55. PMID 10623590. doi:10.1006/bbrc.1999.1932.
- Cowan CA; Yokoyama N; Bianchi LM;  . (2000). „EphB2 guides axons at the midline and is necessary for normal vestibular function”. Neuron. 26 (2): 417—30. PMID 10839360. doi:10.1016/S0896-6273(00)81174-5.
- Dev KK; Nakajima Y; Kitano J;  . (2001). „PICK1 interacts with and regulates PKC phosphorylation of mGLUR7”. J. Neurosci. 20 (19): 7252—7. PMID 11007882.
- Lin WJ, Chang YF, Wang WL, Huang CY (2001). „Mitogen-stimulated TIS21 protein interacts with a protein-kinase-Calpha-binding protein rPICK1”. Biochem. J. 354 (Pt 3): 635—43. PMC 1221695 . PMID 11237868. doi:10.1042/0264-6021:3540635.
- Jaulin-Bastard F; Saito H; Le Bivic A;  . (2001). „The ERBB2/HER2 receptor differentially interacts with ERBIN and PICK1 PSD-95/DLG/ZO-1 domain proteins”. J. Biol. Chem. 276 (18): 15256—63. PMID 11278603. doi:10.1074/jbc.M010032200.
- Torres GE; Yao WD; Mohn AR;  . (2001). „Functional interaction between monoamine plasma membrane transporters and the synaptic PDZ domain-containing protein PICK1”. Neuron. 30 (1): 121—34. PMID 11343649. doi:10.1016/S0896-6273(01)00267-7.
- Lin SH; Arai AC; Wang Z;  . (2001). „The carboxyl terminus of the prolactin-releasing peptide receptor interacts with PDZ domain proteins involved in alpha-amino-3-hydroxy-5-methylisoxazole-4-propionic acid receptor clustering”. Mol. Pharmacol. 60 (5): 916—23. PMID 11641419.
- Duggan A, Garcia-Anoveros J, Corey DP (2002). „The PDZ domain protein PICK1 and the sodium channel BNaC1 interact and localize at mechanosensory terminals of dorsal root ganglion neurons and dendrites of central neurons”. J. Biol. Chem. 277 (7): 5203—8. PMID 11739374. doi:10.1074/jbc.M104748200.
- Hruska-Hageman AM, Wemmie JA, Price MP, Welsh MJ (2002). „Interaction of the synaptic protein PICK1 (protein interacting with C kinase 1) with the non-voltage gated sodium channels BNC1 (brain Na+ channel 1) and ASIC (acid-sensing ion channel)”. Biochem. J. 361 (Pt 3): 443—50. PMC 1222326 . PMID 11802773. doi:10.1042/0264-6021:3610443.
- Hirbec H; Perestenko O; Nishimune A;  . (2002). „The PDZ proteins PICK1, GRIP, and syntenin bind multiple glutamate receptor subtypes. Analysis of PDZ binding motifs”. J. Biol. Chem. 277 (18): 15221—4. PMID 11891216. doi:10.1074/jbc.C200112200.
- Perroy J; El Far O; Bertaso F;  . (2002). „PICK1 is required for the control of synaptic transmission by the metabotropic glutamate receptor 7”. EMBO J. 21 (12): 2990—9. PMC 126066 . PMID 12065412. doi:10.1093/emboj/cdf313.
- Jansen A; Nässel D; Madsen K;  . (2009). „PICK1 expression in the Drosophila nervous system primarily occurs in the nervous system”. J. Comp. Neurol. 517 (3): 313—322. PMID 19757495. doi:10.1002/cne.22155.